# 马里因卡农村居民点
马里因卡农村居民点（俄语：Марьинское сельское поселение）是俄罗斯联邦布良斯克州科马里奇区所属的一个农村居民点。其下辖有3个居民点，行政中心为马里因卡。据2015年统计，该农村居民点的人口为1100人。